# バンディー・アキ
バンディー・アキ（Bundee Aki、1990年4月7日 - ）は、ユナイテッド・ラグビー・チャンピオンシップコナートに所属するラグビーユニオン選手。

## プロフィール
- ニュージーランド・オークランド出身。
- ポジションはセンター(CTB) 。
- 身長 183cm、体重 99kg
- アイルランド代表キャップは31（2021年5月現在）でワールドカップ2019のアイルランド代表に選ばれた[1]。
- ブリティッシュ・アンド・アイリッシュ・ライオンズに選ばれたことがある[2]。
- 弟のラリーもラグビー選手[3](現・関東学院大学)。

## 略歴
カウンティーズ・マヌカウ、チーフスを経て、2014年、コナートに加入。 